# Paul Johnstone
Pour les articles homonymes, voir Johnstone.
Paul Geoffery Allan Johnstone, né le 30 juin 1930 à Johannesbourg (Afrique du Sud) et mort le 22 avril 1996, est un joueur de rugby à XV qui a joué avec l'équipe d'Afrique du Sud. Il évoluait au poste d'ailier.

## Biographie
Paul Johnstone évolue avec la Western Province puis avec le Transvaal avec qui il dispute la Currie Cup. Il dispute son premier test match le 24 novembre 1951 contre l'Écosse. Il joua son dernier test match contre les All Blacks le 1er septembre 1956. Paul Johnstone fait partie de la tournée des Springboks en Grande-Bretagne, en Irlande et en France en 1951-1952. Ils l'emportent sur l’Écosse 44-0, l'Irlande 17-5, sur le pays de Galles 6-3, ils gagnent l'Angleterre 8-3. Ils gagnent ensuite à Paris 25-3 contre la France après une victoire contre les Barbarians.

## Statistiques en équipe nationale
- 9 test matchs avec l'équipe d'Afrique du Sud
- 7 victoires, 2 défaites
- 2 essais, 1 transformation, 1 pénalité
- Test matchs par année : 3 en 1951, 2 en 1952, 4 en 1956
- grand chelem 1951-1952